# Термальний
Термальний (рос. Термальный) — селище у Єлізовському районі Камчатського краю Російської Федерації.
Населення становить 2001 (2010) особу. Входить до складу муніципального утворення Паратунське сільське поселення.

## Історія
Селище виникло близько 1970 року. До 1 червня 2007 року у складі Камчатської області, відтак у складі Камчатського краю. Згідно із законом від 29 грудня 2004 року органом місцевого самоврядування є Паратунське сільське поселення.

## Населення
| 2002 | 2010  |
| ---- | ----- |
| 2219 | ↘2001 |